# Rio Open 2014 - Qualificazioni singolare femminile
Le qualificazioni del singolare femminile del Rio Open 2014 sono state un torneo di tennis preliminare per accedere alla fase finale della manifestazione. I vincitori dell'ultimo turno sono entrati di diritto nel tabellone principale. In caso di ritiro di uno o più giocatori aventi diritto a questi sono subentrati i lucky loser, ossia i giocatori che hanno perso nell'ultimo turno ma che avevano una classifica più alta rispetto agli altri partecipanti che avevano comunque perso nel turno finale.

## Teste di serie
1. Julia Glushko (ultimo turno)
2. Alison Van Uytvanck (qualificata)
3. An-Sophie Mestach (ultimo turno)
4. Aleksandra Panova (ultimo turno)
5. Sesil Karatančeva (primo turno)
6. Irina-Camelia Begu (qualificata)

1. Alizé Lim (primo turno)
2. Arantxa Rus (primo turno)
3. Danka Kovinić (qualificata)
4. Nastassja Burnett (qualificata)
5. Viktorija Golubic (primo turno)
6. Paula Kania (primo turno)

## Qualificati
1. Nastassja Burnett
2. Alison Van Uytvanck
3. Nicole Gibbs

1. Danka Kovinić
2. Verónica Cepede Royg
3. Irina-Camelia Begu

## Tabellone qualificazioni

### Legenda
| - Q = Qualificato - WC = Wild card - LL = Lucky loser | - ALT = Alternate - SE = Special Exempt - PR = Protected Ranking | - w/o = Walkover - r = Ritirato - d = Squalificato |

### Sezione 1
|  | Primo turno | Primo turno       | Primo turno       | Primo turno | Primo turno |  |  | Ultimo turno | Ultimo turno      | Ultimo turno | Ultimo turno | Ultimo turno |  |
|  |             |                   |                   |             |             |  |  |              |                   |              |              |              |  |
|  | 1           | Julia Glushko     | 64                | 6           | 6           |  |  |              |                   |              |              |              |  |
|  | WC          | Luisa Stefani     | 7                 | 4           | 1           |  |  | 1            | Julia Glushko     | 6            | 3            | 1            |  |
|  |             | Risa Ozaki        | Risa Ozaki        | 4           | 4           |  |  | 10           | Nastassja Burnett | 4            | 6            | 6            |  |
|  | 10          | Nastassja Burnett | Nastassja Burnett | 6           | 6           |  |  |              |                   |              |              |              |  |

### Sezione 2
|  | Primo turno | Primo turno            | Primo turno            | Primo turno | Primo turno |  |  | Ultimo turno | Ultimo turno        | Ultimo turno | Ultimo turno | Ultimo turno |  |
|  |             |                        |                        |             |             |  |  |              |                     |              |              |              |  |
|  | 2           | Alison Van Uytvanck    | Alison Van Uytvanck    | 6           | 6           |  |  |              |                     |              |              |              |  |
|  | WC          | Ingrid Gamarra Martins | Ingrid Gamarra Martins | 1           | 1           |  |  | 2            | Alison Van Uytvanck | 6            | 6            |              |  |
|  |             | Melanie Klaffner       | Melanie Klaffner       | 7           | 7           |  |  |              | Melanie Klaffner    | 1            | 4            |              |  |
|  | 8           | Arantxa Rus            | Arantxa Rus            | 6(1)        | 6           |  |  |              |                     |              |              |              |  |

### Sezione 3
|  | Primo turno | Primo turno        | Primo turno        | Primo turno | Primo turno |  |  | Ultimo turno | Ultimo turno      | Ultimo turno | Ultimo turno | Ultimo turno |  |
|  |             |                    |                    |             |             |  |  |              |                   |              |              |              |  |
|  | 3           | An-Sophie Mestach  | An-Sophie Mestach  | 7           | 6           |  |  |              |                   |              |              |              |  |
|  |             | Florencia Molinero | Florencia Molinero | 69          | 3           |  |  | 3            | An-Sophie Mestach | 6            | 5            |              |  |
|  |             | Nicole Gibbs       | Nicole Gibbs       | 6           | 6           |  |  |              | Nicole Gibbs      | 7            | 7            |              |  |
|  | 7           | Alizé Lim          | Alizé Lim          | 4           | 4           |  |  |              |                   |              |              |              |  |

### Sezione 4
|  | Primo turno | Primo turno       | Primo turno       | Primo turno | Primo turno |  |  | Ultimo turno | Ultimo turno      | Ultimo turno | Ultimo turno | Ultimo turno |  |
|  |             |                   |                   |             |             |  |  |              |                   |              |              |              |  |
|  | 4           | Aleksandra Panova | 6                 | 4           | 6           |  |  |              |                   |              |              |              |  |
|  | WC          | Ana Clara Duarte  | 2                 | 6           | 1           |  |  | 4            | Aleksandra Panova | 4            | 6            | 1            |  |
|  | PR          | Jarmila Gajdošová | Jarmila Gajdošová | 3           | 64          |  |  | 9            | Danka Kovinić     | 6            | 3            | 6            |  |
|  | 9           | Danka Kovinić     | Danka Kovinić     | 6           | 7           |  |  |              |                   |              |              |              |  |

### Sezione 5
|  | Primo turno | Primo turno          | Primo turno          | Primo turno | Primo turno |  |  | Ultimo turno | Ultimo turno         | Ultimo turno | Ultimo turno | Ultimo turno |  |
|  |             |                      |                      |             |             |  |  |              |                      |              |              |              |  |
|  | 5           | Sesil Karatančeva    | Sesil Karatančeva    | 5           | 2           |  |  |              |                      |              |              |              |  |
|  |             | Verónica Cepede Royg | Verónica Cepede Royg | 7           | 6           |  |  |              | Verónica Cepede Royg | 6            | 6            |              |  |
|  |             | María Irigoyen       | 4                    | 6           | 6           |  |  |              | María Irigoyen       | 2            | 2            |              |  |
|  | 11          | Viktorija Golubic    | 6                    | 4           | 4           |  |  |              |                      |              |              |              |  |

### Sezione 6
|  | Primo turno | Primo turno        | Primo turno        | Primo turno | Primo turno |  |  | Ultimo turno | Ultimo turno       | Ultimo turno | Ultimo turno | Ultimo turno |  |
|  |             |                    |                    |             |             |  |  |              |                    |              |              |              |  |
|  | 6           | Irina-Camelia Begu | Irina-Camelia Begu | 6           | 6           |  |  |              |                    |              |              |              |  |
|  |             | Adriana Pérez      | Adriana Pérez      | 3           | 1           |  |  | 6            | Irina-Camelia Begu | 6            | 2            | 6            |  |
|  | WC          | Gabriela Cé        | 6                  | 2           | 7           |  |  | WC           | Gabriela Cé        | 3            | 6            | 2            |  |
|  | 12          | Paula Kania        | 3                  | 6           | 5           |  |  |              |                    |              |              |              |  |